# Socoltenango
Socoltenango è un comune del Messico, situato nello stato di Chiapas.